# Yaita
Yaita (五泉市 Yaita-shi?) es una ciudad en la prefectura de Tochigi, Japón, localizada en la parte central de la isla de Honshū, en la región de Kantō. El 1 de marzo de 2021 tenía una población estimada de 31 145 habitantes y una densidad de población de 183 personas por km².

## Geografía
Yaita se encuentra en el centro-norte de la prefectura de Tochigi, en las estribaciones de la región de Nasu, unos 130 km al norte de Tokio y 30 km al norte de Utsunomiya. El área está bien regada, con numerosos manantiales y ríos.

## Historia
Las aldeas Yaita, Izumi y Kataoka se crearon dentro del distrito de Shioya el 1 de abril de 1889 con la creación del sistema de municipios. Yaita fue elevada al estatus de pueblo el 25 de junio de 1895. Anexó Izumi y Kataoka el 1 de enero de 1955 y fue elevada a categoría de ciudad el 1 de noviembre de 1958.

## Economía
La agricultura (principalmente el arroz) y la silvicultura son los pilares de la economía local. La empresa de electrónica de consumo Sharp tiene una gran fábrica en Yaita.

## Demografía
Según los datos del censo japonés, la población de Yaita se ha mantenido relativamente estable en los últimos 30 años.
| Gráfica de evolución demográfica de Yaita entre 1950 y 2015 |
|                                                             |
| Oficina de Estadísticas de Japón                            |